# Pasarón de la Vera
Pasarón de la Vera è un comune spagnolo di 709 abitanti situato nella comunità autonoma dell'Estremadura.